# Campionato europeo maschile under 19 di pallavolo 2013
Il campionato europeo pre-juniores di pallavolo maschile 2013 si è svolto dal 13 al 21 aprile 2013 a Laktaši, in Bosnia ed Erzegovina, e a Belgrado, in Serbia. Al torneo hanno partecipato 12 squadre nazionali europee e la vittoria finale è andata per la quinta volta alla Russia.

## Qualificazioni
Al torneo hanno partecipato: le due nazionali dei paesi organizzatori e dieci nazionali qualificate tramite il torneo di qualificazione.

## Impianti
|                                                                   |                                                                           |
|                                                                   |                                                                           |
| JU Sportska Dvorana Città: Laktaši Capienza: - Anno d'apertura: - | Šumice Sport Center Città: Belgrado Capienza: 2.000 Anno d'apertura: 1974 |

## Regolamento
Le squadre sono state divise in due gironi, disputando un girone all'italiana: al termine della prima fase, le prime due classificate di ogni girone hanno acceduto alle semifinali per il primo posto, mentre la terza e la quarta classificata di ogni girone hanno acceduto alle semifinali per il quinto posto.

## Gironi
| Girone A                                                    | Girone B                                         |
| ----------------------------------------------------------- | ------------------------------------------------ |
| Austria Belgio Bosnia ed Erzegovina Italia Polonia Slovenia | Bulgaria Finlandia Francia Russia Serbia Turchia |

## Fase finale - Laktaši

### Finali 1º - 3º posto
|  | Semifinali | Semifinali | Semifinali |        |         | 1º/2º posto | 1º/2º posto | 1º/2º posto |  |
|  |            |            |            |        |         |             |             |             |  |
|  | Polonia    | Polonia    | 3          |        |         |             |             |             |  |
|  | Polonia    | Polonia    | 3          |        |         |             |             |             |  |
|  | Finlandia  | Finlandia  | 0          |        |         |             |             |             |  |
|  | Finlandia  | Finlandia  | 0          |        | Polonia | Polonia     | 1           |             |  |
|  |            |            |            |        | Polonia | Polonia     | 1           |             |  |
|  |            |            | Russia     | Russia | 3       |             |             |             |  |
|  | Russia     | Russia     | Russia     | Russia | 3       | 3           |             |             |  |
|  | Russia     | Russia     |            |        |         | 3           |             |             |  |
|  | Belgio     | Belgio     | 0          |        |         | 3º/4º posto | 3º/4º posto | 3º/4º posto |  |
|  | Belgio     | Belgio     | 0          |        |         |             |             |             |  |
|  |            |            |            |        |         |             |             |             |  |
|  |            |            |            |        |         | Finlandia   | Finlandia   | 2           |  |
|  |            |            |            |        |         | Finlandia   | Finlandia   | 2           |  |
|  |            |            |            |        |         | Belgio      | Belgio      | 3           |  |

### Finali 5º - 7º posto
|  | Semifinali | Semifinali | Semifinali |         |         | 5º/6º posto | 5º/6º posto | 5º/6º posto |  |
|  |            |            |            |         |         |             |             |             |  |
|  | Italia     | Italia     | 2          |         |         |             |             |             |  |
|  | Italia     | Italia     | 2          |         |         |             |             |             |  |
|  | Francia    | Francia    | 3          |         |         |             |             |             |  |
|  | Francia    | Francia    | 3          |         | Francia | Francia     | 1           |             |  |
|  |            |            |            |         | Francia | Francia     | 1           |             |  |
|  |            |            | Turchia    | Turchia | 3       |             |             |             |  |
|  | Turchia    | Turchia    | Turchia    | Turchia | 3       | 3           |             |             |  |
|  | Turchia    | Turchia    |            |         |         | 3           |             |             |  |
|  | Austria    | Austria    | 1          |         |         | 7º/8º posto | 7º/8º posto | 7º/8º posto |  |
|  | Austria    | Austria    | 1          |         |         |             |             |             |  |
|  |            |            |            |         |         |             |             |             |  |
|  |            |            |            |         |         | Italia      | Italia      | 3           |  |
|  |            |            |            |         |         | Italia      | Italia      | 3           |  |
|  |            |            |            |         |         | Austria     | Austria     | 1           |  |

## Podio

### Campione
Formazione: 1 Evgenij Andreev, 2 Pavel Pankov, 3 Il'ja Vlasov, 4 Maksim Trojnin, 5 Nikita Višneveckij, 9 Roman Žos', 10 Kirill Ursov, 11 Viktor Poletaev, 12 Maksim Belogorcev, 14 Aleksandr Gončarov, 16 Nikolaj Čepura, 18 Maksim Novgorodov, CT: Aleksandr Karikov

### Secondo posto
| 
Formazione: 1 Piotr Badura, 2 Bartłomiej Lemański, 4 Sebastian Matula, 6 Paweł Gryc, 7 Łukasz Pietrzak, 9 Bartosz Bućko, 10 Krzysztof Bieńkowski, 12 Artur Szalpuk, 13 Aleksander Śliwka, 14 Jan Fornal, 15 Rafał Szymura, 17 Kacper Piechocki, CT: Wiesław Czaja

### Terzo posto
Formazione: 2 Sander Depovere, 4 Laszlo De Paepe, 5 Jelle De Coene, 6 Thomas Bisaerts, 7 Michiel Thijs, 8 Arno van de Velde, 9 Lowie Stuer, 10 Jonas Colson, 11 Thomas Konings, 12 Robbe Vandeweyer, 13 Florian Malisse, 14 Gilles Vandecaveye, CT: Steven Vanmedegael

## Classifica finale
| Classifica | Squadre              | Qualificazione                       |
| ---------- | -------------------- | ------------------------------------ |
|            | Russia               | Campionato europeo pre-juniores 2015 |
|            | Polonia              |                                      |
|            | Belgio               |                                      |
| 4          | Finlandia            |                                      |
| 5          | Turchia              |                                      |
| 6          | Francia              |                                      |
| 7          | Italia               |                                      |
| 8          | Austria              |                                      |
| 9          | Slovenia             |                                      |
| 10         | Bulgaria             |                                      |
| 11         | Serbia               |                                      |
| 12         | Bosnia ed Erzegovina |                                      |